# Pieter van Lint

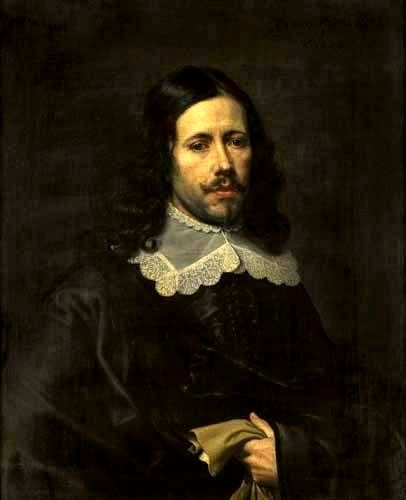
Pieter van Lint (zelfportret)

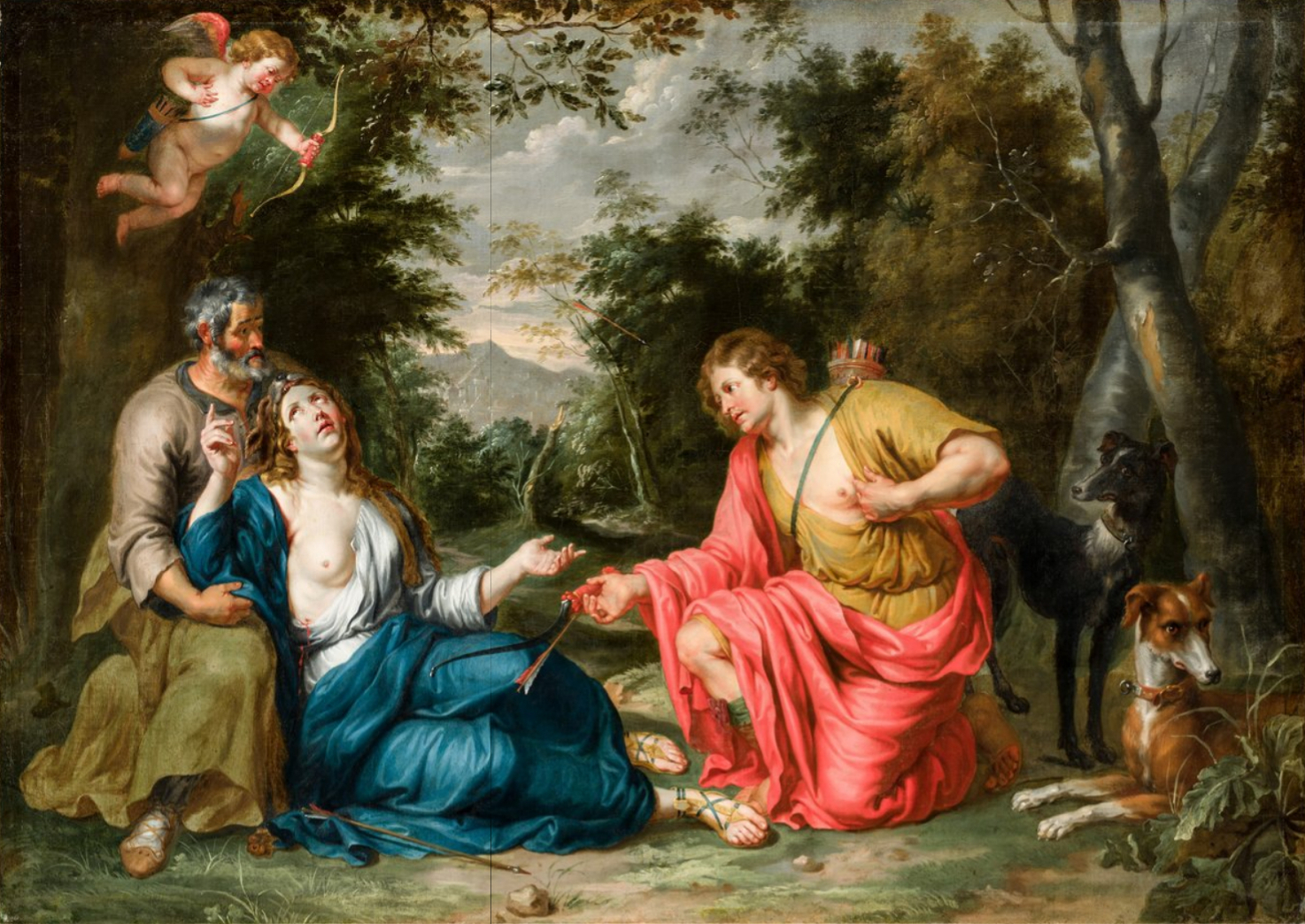
Silvio en Dorinda

Pieter van Lint (Antwerpen, 28 juni 1609 – Antwerpen, 25 september 1690) was een Zuid-Nederlands kunstschilder uit de barokperiode, die actief was in Antwerpen en Italië. Van zijn hand zijn voornamelijk religieuze afbeeldingen bekend. Maar hij schilderde ook genrestukken in kabinetformaat.

## Biografie
Na zijn studie onder Artus Wolfaert, een periode waarin hij voornamelijk de kunstwerken van andere schilders –waaronder Rubens- kopieerde, werd van Lint meester aan het Antwerpse Sint-Lucasgilde in 1632. In hetzelfde jaar reisde hij naar Rome, waar hij tot 1640 zou blijven. Hij werkte daar o.a. voor Domenico Ginnasi, kardinaal-bisschop van Ostia en Velletri, en de Cibo familie die hem in dienst nam om fresco’s te schilderen in hun familiekapel in de Santa Maria del Popolo kerk te Rome. Naast religieuze commissies schilderde de kunstenaar talrijke kleine genrestukken in de stijl van de Bamboccianti. Hij verbleef in de periode 1640-1641 in Parijs.
Na zijn terugkeer in Antwerpen vertoonde zijn werk invloeden van zijn verblijf in Rome en werd in het bijzonder geïnspireerd door Caravaggio. Veel van zijn latere werk waren religieuze afbeeldingen, waaronder “De bruiloft van de Maagd Maria” (Onze-Lieve-Vrouwekathedraal te Antwerpen).
Tot zijn studenten behoorden Godfried Maes, Caerel de las Cuevas en Jan-Baptista Ferrari.

## Werk
Naast grote schilderwerken vond zijn kleiner religieus werk aftrek in landen als Spanje en de Spaanse kolonies. Hij voerde vaak opdrachten uit voor vooraanstaande kunsthandelaren zoals Matthijs Musson en Guillam Forchondt (I).

## Werken

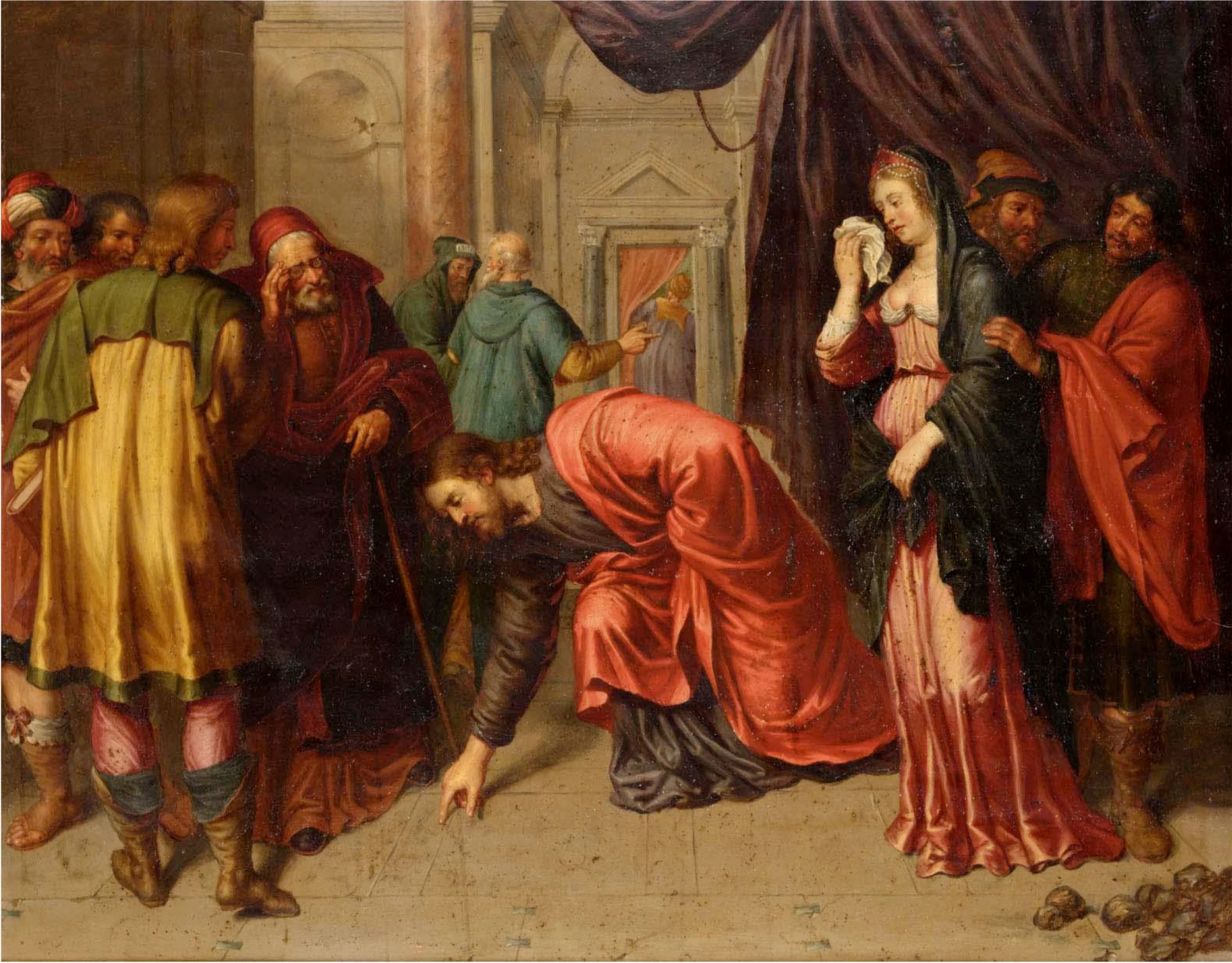
Jezus en de overspelige vrouw.

- De aanbidding door de herders: Salesianerinnenkirche te Wenen
- Jephta’s dochter: Hermitage Museum te Sint-Petersburg
- Venus en Cupido: J. Paul Getty Museum te Los Angeles
- Christus en de overspelige vrouw: privécollectie
- Silvio en Dorinda: Szépművészeti Múzeum te Boedapest

Noordbrabants Museum in 's-Hertogenbosch
- Sine Cerere et Liber friget Venus
- De Heilige Familie

Koninklijk Museum voor Schone Kunsten Antwerpen
- Bij het wed
- Een Franciscaner Heilige
- Heilige Catharina van Alexandrië
- Heilige Christophorus
- Het mirakel van de heilige Johannes van Capestrano
- Portret van een kind